# Ан Райнкинг
Ан Райнкинг (на английски: Ann Reinking) е американска актриса, танцьорка и хореографка. 

## Биография
Родена е на 10 ноември 1949 година в Сиатъл. От ранна възраст се занимава с балет, а през 1968 година дебютира на „Бродуей“, като през следващите години играе главни роли в популярни мюзикъли, като „Coco“ (1969), „Over Here!“ (1974), „Goodtime Charley“ (1975), „A Chorus Line“ (1976), „Чикаго“ („Chicago“, 1977), „Dancin'“ (1978), „Sweet Charity“ (1986). Снима се и в киното във филми, като „Ах, този джаз“ („All That Jazz“, 1979), „Ани“ („Annie“, 1982), „Мики и Мод“ („Micki & Maude“, 1984).

## Избрана филмография
| година | филм          | оригинално заглавие | роля        | режисьор | бележки |
| ------ | ------------- | ------------------- | ----------- | -------- | ------- |
| 1979   | Ах, този джаз | All that jazz       | Кейт Джагър | Боб Фоси |         |